# Temps biologique
Le temps biologique est multiforme. Certains rythmes biologique dépendent de la masse des organismes considérés, ensuivant des relations d'allométrie, comme le rythme cardiaque, d'autres sont imposés par l'environnement comme le rythme circadien,. Une définition correspond au temps défini par les divisions cellulaires, la destruction de ces cellules et leur déclin. Il correspond au déroulement naturel de la vie, ce qui renvoie directement au vieillissement et à sa dynamique propre. C'est sur cette base que sont étudiés les mécanismes biologiques et les systèmes complexes en biologie moléculaire et cellulaire mais également, à un niveau plus élevé, le devenir des espèces à travers l'histoire.
Le temps biologique est lié à l'apparition de la vie sur Terre, il y a presque quatre milliards d'années.
L'interdisciplinarité du chercheur pharmacologue Roland Fischer l’a fait réunir des biologistes, philosophes et mathématiciens autour du problème du temps. En  1967 l'Académie des Sciences de New York a organisé une conférence sur Les perspectives interdisciplinaires du temps dont Roland Fischer a été l’éditeur consultant. Cet ouvrage collectif a réuni 37 chercheurs et universitaires, comme Costa de Beauregard, Charles Muses, et Heinz von Foerster. Il  a été ensuite publié dans un ouvrage de 548 pages qui fera référence ensuite . Le chapitre principal de Roland Fischer de 48 pages dans cet ouvrage collectif s'intitule La fabrique biologique du temps.